# Mannevillette
Mannevillette és un municipi francès situat al departament del Sena Marítim i a la regió de Normandia. L'any 2007 tenia 831 habitants.

## Demografia

### Població
El 2007 la població de fet de Mannevillette era de 831 persones. Hi havia 272 famílies de les quals 28 eren unipersonals (8 homes vivint sols i 20 dones vivint soles), 64 parelles sense fills, 168 parelles amb fills i 12 famílies monoparentals amb fills.
La població ha evolucionat segons el següent gràfic:
Habitants censats

### Habitatges
El 2007 hi havia 278 habitatges, 272 eren l'habitatge principal de la família, 4 eren segones residències i 2 estaven desocupats. 275 eren cases i 3 eren apartaments. Dels 272 habitatges principals, 231 estaven ocupats pels seus propietaris, 39 estaven llogats i ocupats pels llogaters i 2 estaven cedits a títol gratuït; 7 tenien dues cambres, 28 en tenien tres, 74 en tenien quatre i 163 en tenien cinc o més. 241 habitatges disposaven pel capbaix d'una plaça de pàrquing. A 80 habitatges hi havia un automòbil i a 181 n'hi havia dos o més.

### Piràmide de població
La piràmide de població per edats i sexe el 2009 era:
| Homes | Edats   | Dones |
| ----- | ------- | ----- |
| 0     | 95 o +  | 0     |
| 0     | 90 a 94 | 0     |
| 4     | 85 a 89 | 0     |
| 0     | 80 a 84 | 0     |
| 4     | 75 a 79 | 0     |
| 8     | 70 a 74 | 8     |
| 16    | 65 a 69 | 16    |
| 12    | 60 a 64 | 8     |
| 4     | 55 a 59 | 16    |
| 28    | 50 a 54 | 28    |
| 20    | 45 a 49 | 16    |
| 28    | 40 a 44 | 40    |
| 36    | 35 a 39 | 32    |
| 32    | 30 a 34 | 20    |
| 24    | 25 a 29 | 32    |
| 8     | 20 a 24 | 16    |
| 40    | 15 a 19 | 28    |
| 40    | 10 a 14 | 16    |
| 24    | 5 a 9   | 28    |
| 44    | 0 a 4   | 24    |

## Economia
El 2007 la població en edat de treballar era de 566 persones, 431 eren actives i 135 eren inactives. De les 431 persones actives 409 estaven ocupades (212 homes i 197 dones) i 22 estaven aturades (11 homes i 11 dones). De les 135 persones inactives 39 estaven jubilades, 66 estaven estudiant i 30 estaven classificades com a «altres inactius».

### Ingressos
El 2009 a Mannevillette hi havia 269 unitats fiscals que integraven 825,5 persones, la mediana anual d'ingressos fiscals per persona era de 20.554 €.

### Activitats econòmiques
Dels 16 establiments que hi havia el 2007, 6 eren d'empreses de construcció, 3 d'empreses de comerç i reparació d'automòbils, 1 d'una empresa de transport, 1 d'una empresa d'hostatgeria i restauració, 2 d'empreses de serveis i 3 d'empreses classificades com a «altres activitats de serveis».
Dels 5 establiments de servei als particulars que hi havia el 2009, 1 era una fusteria i 4 lampisteries.
L'any 2000 a Mannevillette hi havia 5 explotacions agrícoles.

## Equipaments sanitaris i escolars
El 2009 hi havia una escola elemental.

## Poblacions més properes
El següent diagrama mostra les poblacions més properes.